# Карлос Гарві
Карлос Гарві (ісп. Carlos Harvey; нар. 3 лютого 2000, Панама) — панамський футболіст, захисник, півзахисник американського клубу «Міннесота Юнайтед» та національної збірної Панами.
Виступав також за клуби «Ел-Ей Гелексі II» та «Лос-Анджелес Гелаксі».

## Клубна кар'єра
Народився 3 лютого 2000 року в місті Панама. Вихованець футбольної школи клубу «Тауро». Дорослу футбольну кар'єру розпочав 2018 року в основній команді того ж клубу, в якій провів один сезон, взявши участь в одному матчі чемпіонату. 
Своєю грою за цю команду привернув увагу представників тренерського штабу клубу «Ел-Ей Гелексі II», до складу якого приєднався 2019 року. Відіграв за фарм-клуб команди з Лос-Анджелеса наступні три сезони своєї ігрової кар'єри.
У 2020 році уклав контракт з клубом «Лос-Анджелес Гелаксі», у складі якого провів наступні два роки своєї кар'єри гравця. 
Протягом 2023 року захищав кольори клубу «Фінікс Райзінг».
До складу клубу «Міннесота Юнайтед» приєднався 2024 року. Станом на 21 жовтня 2024 року відіграв за міннесотську команду 18 матчів у національному чемпіонаті.

## Виступи за збірні
Протягом 2018–2019 років залучався до складу молодіжної збірної Панами. На молодіжному рівні зіграв у 10 офіційних матчах.
У 2019 році дебютував в офіційних матчах у складі національної збірної Панами.
У складі збірної — учасник розіграшу Кубка Америки 2024 року у США.
| Дата       | Місто                 | Господарі  | Результат | Гості      | Турнір                                      | Голи | Примітки |
| ---------- | --------------------- | ---------- | --------- | ---------- | ------------------------------------------- | ---- | -------- |
| 27-1-2019  | Глендейл              | США        | 3 – 0     | Панама     | товариський матч                            | -    | 46'      |
| 5-6-2021   | Панама                | Ангілья    | 0 – 13    | Панама     | Відбір до ЧС 2022                           | -    | 46'      |
| 12-3-2023  | Сан-Хосе (Каліфорнія) | Гватемала  | 1 – 1     | Панама     | товариський матч                            | 1    |          |
| 27-8-2023  | Кочабамба             | Болівія    | 1 – 2     | Панама     | товариський матч                            | -    | 50'      |
| 16-6-2024  | Панама                | Панама     | 0 – 1     | Парагвай   | товариський матч                            | -    | 81'      |
| 1-7-2024   | Орландо               | Болівія    | 1 – 3     | Панама     | Копа Америка 2024 - 1-й етап                | -    | 74'      |
| 6-7-2024   | Глендейл              | Колумбія   | 5 – 0     | Панама     | Копа Америка 2024 - чвертьфінал             | -    | 46'      |
| 12-10-2024 | Остін (Техас)         | США        | 2 – 0     | Панама     | товариський матч                            | -    | 70'      |
| 15-10-2024 | Торонто               | Канада     | 2 – 1     | Панама     | товариський матч                            | -    |          |
| 15-11-2024 | Сан-Хосе              | Коста-Рика | 0 – 1     | Панама     | Ліга націй КОНКАКАФ 2024-2025 - чвертьфінал | -    | 77'      |
| 19-11-2024 | Панама                | Панама     | 2 – 2     | Коста-Рика | Ліга націй КОНКАКАФ 2024-2025 - чвертьфінал | -    | 86'      |
| Усього     |                       | Матчів     | 11        |            | Голів                                       | 1    |          |